# Inter Turku
Der FC Inter Turku ist ein finnischer Fußballverein aus der Küstenstadt Turku. Der Klub wurde 2008 finnischer Meister und 2009 Pokalsieger. Seine Heimspiele trägt er im 9372 Zuschauer fassenden Veritas-Stadion (Kupittaan stadion) aus, in dem auch der Lokalrivale Turku PS seine Heimspiele austrägt.

## Geschichte
Gegründet wurde der Verein 1990. In den ersten beiden Jahren war er nur im Jugendbereich aktiv. 1996 gelang erstmals der Aufstieg in die höchste Spielklasse, die Veikkausliiga, allerdings folgte im Jahr darauf als 10. und Letzter wieder der Abstieg. Seit der Saison 1999 ist der Verein ununterbrochen erstklassig. Nach einem 4. Platz 2004 qualifizierte er sich erstmals für einen internationalen Wettbewerb, den UEFA Intertoto Cup 2005. Nachdem dort in der ersten Runde mit einem 4:0 bei ÍA Akranes der bis heute einzige Sieg gelungen war, schied der FC Inter in der zweiten Runde gegen NK Varteks Varaždin aus.
Das Jahr 2008 wurde das bis dahin erfolgreichste der Vereinsgeschichte. Den ersten bedeutenden Titel gewann Inter mit dem finnischen Ligapokal durch einen 1:0-Finalerfolg über den Lokalrivalen Turun Palloseura. Am 26. Oktober 2008 machte der Verein durch ein 2:0 am letzten Spieltag gegen FF Jaro den erstmaligen Gewinn der finnischen Meisterschaft perfekt.
In der Qualifikation zur UEFA Champions League 2009/10 scheiterte die Mannschaft durch zwei 0:1-Niederlagen gegen Sheriff Tiraspol aus Moldawien. In der Liga erreichte der Titelverteidiger in der Saison 2009 nur Platz 5, gewann jedoch den finnischen Pokal durch ein 2:1 im Finale gegen Tampere United.

## Erfolge
- Veikkausliiga

Meister (1×): 2008
Vizemeister (3×): 2011, 2012, 2019
- Finnischer Fußballpokal

Pokalsieger (2×): 2009, 2018
Finalist (4×): 2014, 2015, 2022, 2024
- Finnischer Ligapokal

Ligapokalsieger (3×): 2008, 2024, 2025
Finalist (1×): 2007

## Europapokalbilanz
| Saison  | Wettbewerb                    | Runde                  | Gegner              | Gesamt | Hin           | Rück          |
| ------- | ----------------------------- | ---------------------- | ------------------- | ------ | ------------- | ------------- |
| 2005    | UEFA Intertoto Cup            | 1. Runde               | ÍA Akranes          | 4:0    | 0:0 (H)       | 4:0 (A)       |
| 2005    | UEFA Intertoto Cup            | 2. Runde               | NK Varteks Varaždin | 5:6    | 3:4 (A)       | 2:2 (H)       |
| 2009/10 | UEFA Champions League         | 1. Qualifikationsrunde | Sheriff Tiraspol    | 0:2    | 0:1 (H)       | 0:1 (A)       |
| 2010/11 | UEFA Europa League            | 3. Qualifikationsrunde | KRC Genk            | 3:8    | 1:5 (H)       | 2:3 (A)       |
| 2012/13 | UEFA Europa League            | 2. Qualifikationsrunde | FC Twente Enschede  | 1:6    | 1:1 (A)       | 0:5 (H)       |
| 2013/14 | UEFA Europa League            | 1. Qualifikationsrunde | Víkingur Gøta       | 1:2    | 1:1 (A)       | 0:1 (H)       |
| 2019/20 | UEFA Europa League            | 1. Qualifikationsrunde | Brøndby IF          | 3:4    | 1:4 (A)       | 2:0 (H)       |
| 2020/21 | UEFA Europa League            | 1. Qualifikationsrunde | Honvéd Budapest     | 1:2    | 1:2 n. V. (A) | 1:2 n. V. (A) |
| 2021/22 | UEFA Europa Conference League | 1. Qualifikationsrunde | Puskás Akadémia FC  | 1:3    | 1:1 (H)       | 0:2 (A)       |
| 2022/23 | UEFA Europa Conference League | 1. Qualifikationsrunde | KF Drita            | 1:3    | 1:0 (H)       | 0:3 (A)       |

Gesamtbilanz: 19 Spiele, 3 Siege, 5 Unentschieden, 11 Niederlagen, 20:36 Tore (Tordifferenz −16)

## Trainer
| - Anders Romberg (1992) - Timo Sinkkonen (1993–1994) - Hannu Paatelo (1995–1997) - Tomi Jalo (1997–1998) - Steven Polack (1998) - Timo Askolin (1999–2000) - Pertti Lundell (2001–2002) - Kari Virtanen (2003–2006) - René van Eck (2006) - Job Dragtsma (2007–2016) | - Jami Wallenius (2016) - Shefki Kuqi (2016–2017) - Fabrizio Piccareta (2017–2018) - John Allen (2018) - José Riveiro (2019–2021) - Miguel Grau (2022) - Ramiro Muñoz (2022) - Jarkko Wiss (2023) - Vesa Vasara (seit 2024) |